# Bundesstraße 70
Die Bundesstraße 70 (Abkürzung: B 70) ist eine der längeren Bundesstraßen in Nordwestdeutschland und führt durch die Bundesländer Niedersachsen und Nordrhein-Westfalen von Ostfriesland bis an den Niederrhein.

## Verlauf
Die B 70 beginnt an der Anschlussstelle Neermoor der Bundesautobahn 31 (A 31) mitten in Ostfriesland und führt durch die Stadt Leer (neun Kilometer), dort überquert die B 70 auf der im Zweiten Weltkrieg zerstörten und von 1949 bis 1951 wiederaufgebauten Ledabrücke Leer die Leda – derzeit befindet sich ein Neubau in Planung – nach Papenburg (30 km) und weiter – immer parallel zur Ems und zur niederländischen Grenze – durch flaches Land nach Meppen (78 km).
Westlich um Meppen verläuft sie auf etwa 6,5 km als vierstreifige, autobahnähnliche Umgehungsstraße. Hier überquert sie zweimal kurz hintereinander die Ems.
Ab Meppen führt die Straße auf 15 km direkt neben dem Dortmund-Ems-Kanal und erreicht Lingen (101 km). Nun führt sie etwas von der niederländischen Grenze weg, überschreitet nach 128 km die Landesgrenze von Niedersachsen nach Nordrhein-Westfalen und gelangt kurz darauf nach Rheine (132 km).
Hier kreuzt die Straße die A 30 (Anschlussstelle Rheine Nord) und ist dann Kraftfahrstraße bis zur Abzweigung der L 580 am Kreisverkehr in Neuenkirchen. Im Dezember 2013 wurde die B 70-Ortsumgehung in der Gemeinde Wettringen freigegeben.

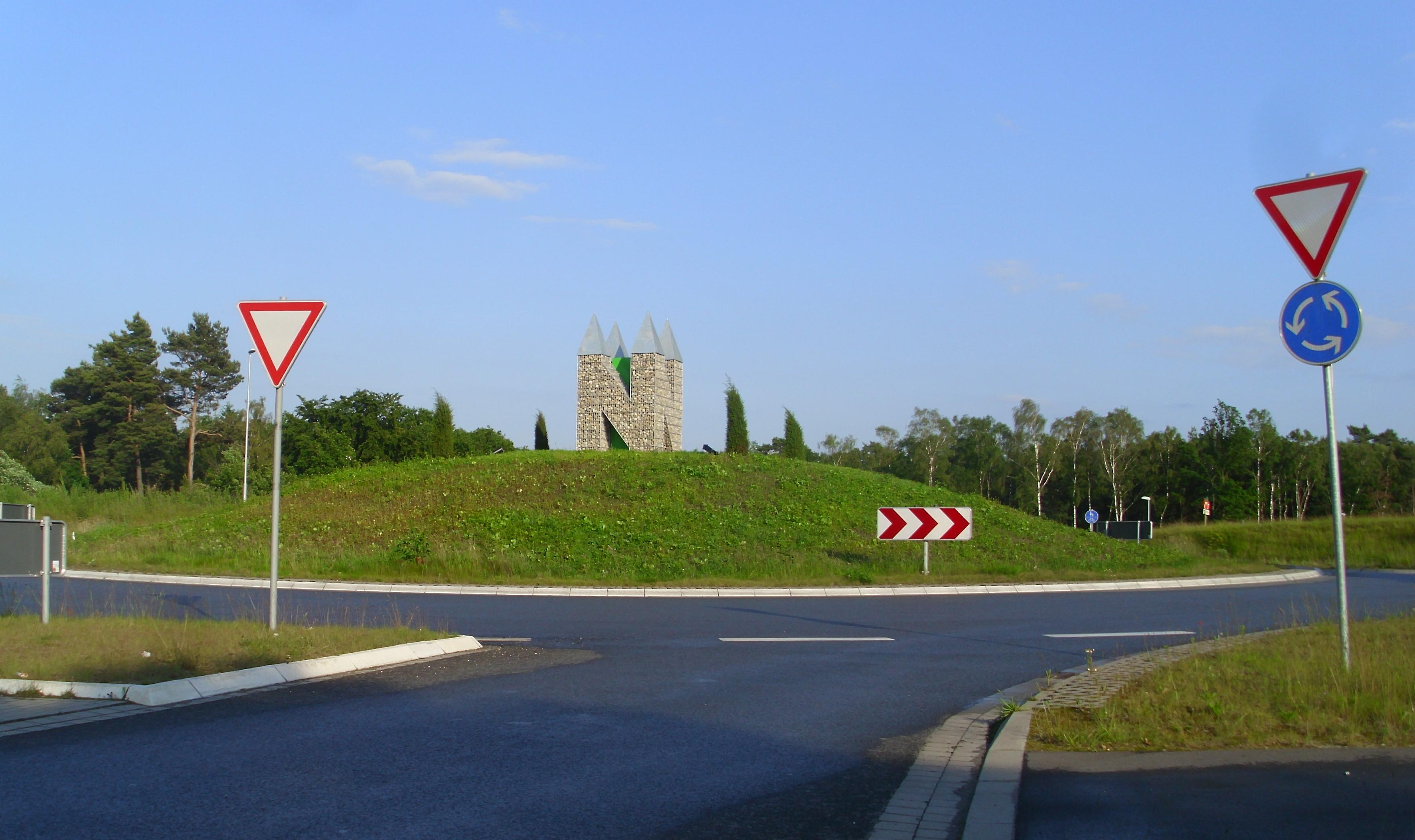
Kreisverkehr an der Abzweigung der L 580 in Neuenkirchen Süd

In Rheine überquert die Straße letztmals die Ems, der sie seit Anbeginn folgt, und wendet sich nach Südwesten. Der langjährige Verlauf führte weiter über Ahaus und Stadtlohn (173 km) nach Borken (204 km).
Seit dem 1. Januar 2010 endet der Verlauf des nördlichen Asts der B 70 jedoch an der A 31 (Anschlussstelle Heek). Der südliche Ast beginnt in etwa elf Kilometer Entfernung am westlichen Stadtrand von Gronau (Westf.) an der Anschlussstelle der B 54 und führt über Vreden und Südlohn-Oeding bis zur B 525. Dort verschwenkt die B 70 auf die bisherige Streckenführung Richtung Borken. Von dort führt die B 70 auf landschaftlich reizvoller Strecke knapp nördlich vom Ruhrgebiet durch den Naturpark Hohe Mark-Westmünsterland bis Wesel am Niederrhein, wo sie im Osten der Stadt an der B 58 endet.
Die Gesamtstreckenlänge des früheren Verlaufs der B 70 betrug 234 km.

## Geschichte
Die Reichsstraße 70 führte ursprünglich von Norddeich an der ostfriesischen Nordseeküste bis Rheine, wurde aber bald bis Wesel fortgeführt. Dafür wurde sie 1995 nach dem Bau der A 31 im äußersten Norden kürzer: Das Stück von Norddeich bei der ostfriesischen Stadt Norden bis Emden wurde Teilstück der B 72 und der B 210, das Teilstück von Emden bis Neermoor zur A 31.
Am 8. Juli 2002 wurde die Umgehungsstraße der Bundesstraße 70 um Metelen freigegeben. Auf dem 5 km langen Abschnitt wurden zwischen August 1998 und 2002 für 11,5 Mio. Euro eine neue Trasse errichtet.

## Planungen

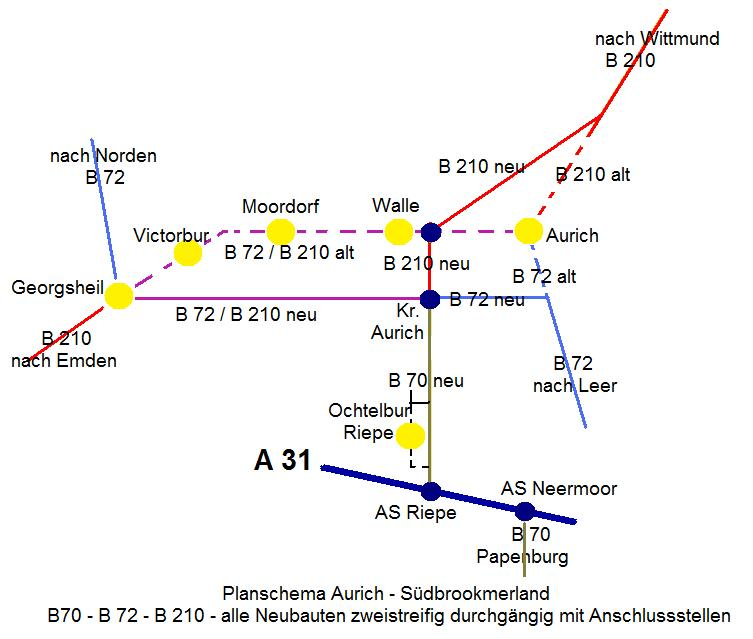
B 70, B 72 und B 210 (Planschema)

Der Straßenverkehr im Raum Aurich soll nach dem aktuellen Bundesverkehrswegeplan großräumig neu geführt werden. Eine neue direkte Verbindung Aurichs mit der A 31 soll eine nördliche Verlängerung der B 70 ab der Anschlussstelle Riepe schaffen. Sie soll an der B 72/B 210 südwestlich von Aurich enden. Für den Abschnitt der B 70 von der A 31 bis zu ihrem neuen Ende ist das „2+1-System“ vorgesehen. Die Anbindungen an das bestehende Straßennetz erfolgt weitgehend mit autobahnähnlichen Anschlussstellen. Das Gesamtprojekt wird bei der Niedersächsischen Landesbehörde für Straßenbau und Verkehr unter dem Arbeitstitel „Bundesstraße 210 neu“ geführt.